# دون ميتشيل
دون ميتشيل (بالإنجليزية: Don Mitchell)‏ هو ممثل أمريكي، ولد في 17 مارس 1943 بهيوستن في الولايات المتحدة، وتوفي في 8 ديسمبر 2013 في الولايات المتحدة.

## أعمال

### مسلسلات
- أيرون سايد

## وصلات خارجية
- دون ميتشيل على موقع IMDb (الإنجليزية)
- دون ميتشيل على موقع إن إن دي بي (الإنجليزية)
- دون ميتشيل على موقع قاعدة بيانات الفيلم (الإنجليزية)